# Ivan Josip Herberstein
Grof Ivan Josip Herberstein (Johann Joseph Herberstein) (Štajerski Gradac, 28. veljače 1633. – Štajerski Gradac, 30. prosinca 1689.), austrijski i hrvatski general. Jedan od neprijatelja hrvatske države. Sprovodio je politiku slabljenja Hrvatske i osamostaljenja područja Vojne granice.

## Prije Zrinsko-frankopanske urote
Ratovao protiv osmanskih snaga. Sudionik bitke bitke kraj Sankt Gottharda 1664. godine. U to je vrijeme krenula urota Zrinskih i Frankopana. Nakon toga obnašao je dužnost zapovjednika u Križevačkoj kapetaniji. Već tada pokazao je da će raditi protiv Hrvatske. Ondje su se pobunili graničari čiju je pobunu 1666. skršio. Ostao je u Hrvatskoj. Nakon tri godine je u Karlovcu gdje obnaša dužnost generala Hrvatske granice sve do smrti. Po carskom nalogu nadzirao je urotničke nakane. Od kraja ožujka 1670. samostalno je poduzimao vojne mjere za sasjeći u korijenu urotu hrvatskih i ugarskih velikaša, pa je tako bezobzirno opljačkao zrinska imanja u Pokuplju. U međuvremenu je imenovan velikim kapetanom grada Senja. To je bilo 1671. godine. Kad je Herberstein imenovan za generalom Karlovačkog generalata, to je bila kap koja je prelila čašu i potaklo je nezadovoljnike na urotu koju je predvodio Petar Zrinski.

## Poslije Zrinsko-frankopanske urote
Jedan od austrijskih visokih časnika koji su radili na komadanju Hrvatske. Nakon što je bečki dvor zatro lozu Frankopana, general Karlovačkog generalata grof Ivan Josip Herberstein prisvojio je vlastelinska dobra na području današnje općine Generalskog Stola. Herberstein je osim što je pustošio tim krajem, pokušao je spriječiti prodaju Bosiljevačkog vlastelinstva od strane krune ondašnjem hrvatskom banu Nikoli III. Erdődyju, ne bi li ga zadržao izvan vlasti hrvatskog sabora i bana, nego za ga zadržati u Vojnoj krajini, dijelu Hrvatske koji je dvorskom prijevarom zavjernog pisma izuzet od hrvatske vlasti. U tome djelomično je i uspio. Ban Nikola Erdődy ipak je preuzeo Bosiljevačko vlastelinstvo, ali je iz tog vlastelinstva izdvojen je dio sela istočno od rijeke Dobre i uključen u Vojnu krajinu. 
Planirao je hrvatske zemlje podložiti i pretvoriti u obične austrijske nasljedne zemlje. Za svoje je plan uspio predobiti neke plemiće, krajiške časnike, među kojima je bilo i pomilovanih plemića sudionika zrinsko-franopanske urote. Premda je naizgled u svom planu koji je skovao i objavio još 1670., Hrvatska bi se odvojila od Ugarske, to je zapravo bilo razdvajanje saveznika (protiv austrijskog centralizma, Hrvatske i Ugarske) i olakšavalo bi pretvoriti Hrvatsku u habsburšku nasljednu zemlju. Odbili su ga i zagrebački biskup Borković, Hrvatski sabor i većina hrvatskog plemstva, posebice više plemstvo na čelu s banom Nikolom III. Erdődyjem, inače protivnikom Zrinskog.
Za komadanje i supresiju Hrvatske služila mu je Vojna krajina. Isplanirao je sjediniti hrvatska graničarska područja radi okruženja Banske Hrvatske, pri čemu je od njenih djelova uzimao teritorije i pripajao ih Vojnoj krajini, kao što je činio s posjedima Zrinskih koja je pripojio Karlovačkom generalatu. Htio je ukloniti hrvatski Sabor i bana i umjesto njih instalirati politički gubernij (upravu) koja bi ovisila o bečkom carskom dvoru. Tek mali dio hrvatskog plemstva i graničarskih časnika mu se odazvao. Za oslabiti Hrvatsku, zalagao se da se očuvaju sasvim nepotrebne vojne krajine, samo da bi Hrvatska bila što manja i slabija, pa se 1682. usprotivio ukidanju Varaždinskoga generalata.
Erdődyjevom zaslugom, Herberstein nije uspio podvrgnuti Bansku krajinu Karlovačkom generalatu i Hrvatska nije pripojena austrijskim nasljednim zemljama.
Dok su i drugim urotnicima oduzeli imanja, kao što se napravilo Zrinskima i Frankopanima, na Herbersteinovo zauzimanje car Leopold I. nepuna tri mjeseca nakon smaknuća Zrinskih i Frankopana pomilovao je urotnika Franju Bukovačkog i vratio mu posjede.
Herberstein i hrvatski ban Erdődy ipak su poslije zajedno sudjelovali u oslobađanju Hrvatske. God. 1689. su godine u Bečkom ratu oslobodili djelove Like i Krbave koji nisu bili oslobođeni u prijašnjem valu oslobađanja 1685., a to su Perušić, Budak, Bilaj, Ribnik, Udbina.